# Chlamydocarya anhydathoda
Chlamydocarya anhydathoda är en tvåhjärtbladig växtart som beskrevs av Villiers. Chlamydocarya anhydathoda ingår i släktet Chlamydocarya och familjen Icacinaceae. Inga underarter finns listade i Catalogue of Life.